# Mihalis Papapetrou
Mihalis Papapetrou (griechisch Μιχάλης Παπαπέτρου, * 11. April 1947 in Nikosia) ist ein griechisch-zypriotischer Politiker. Er war Vorsitzender der Enomeni Dimokrates, der ADISOK und Abgeordneter im Repräsentantenhaus im Wahlkreis Nikosia.

## Biografie
Mihalis Papapetrou wurde am 11. April 1947 in Nikosia geboren. Neben Griechisch spricht er auch Englisch. Er studierte Rechtswissenschaft an der Nationalen und Kapodistrias-Universität Athen. Seine postgradualen Studien absolvierte er im Bereich Seerecht an der Universität London. Er ist als Rechtsanwalt tätig.
Er ist verheiratet und hat eine Tochter und einen Sohn.

## Politische Laufbahn
Während seines Studiums war er Vorsitzender des Verbandes zypriotischer Studenten in London und Mitglied von Symvouliou tis Omospondias Fititikon Enoseon (‚Rat der Föderation der Studentenvereinigungen‘). Von 1975 bis 1987 war er Vorsitzender der Eniaia Dimokratiki Organosi Neoleas (‚Einheitliche Demokratische Jugendorganisation‘).
Bei den Parlamentswahlen 1985 wurde er im Wahlkreis Nikosia für die AKEL in die fünfte Legislaturperiode gewählt. 1990 verließ er wegen Meinungsverschiedenheiten die AKEL zusammen mit vier weiteren Abgeordneten der Partei und anderen Funktionären. Diese gründeten die ADISOK.
Bei den Parlamentswahlen 1991 konnte die ADISOK keinen Abgeordneten wählen.
1992 wurde Mihalis Papapetrou Vorsitzender der ADISOK, bis diese 1996 mit der Kinima Eleftheron Dimokraton fusionierte und die Enomeni Dimokrates gründete.
Am 25. August 1999 wurde er Regierungssprecher in der Regierung von Glafkos Klerides. Dieses Amt bekleidete er bis zum Ende der Regierungszeit im Jahr 2003.
Von 2005 bis 2007 war er Vorsitzender der Enomeni Dimokrates. Nach dem verpassten Wiedereinzug ins Parlament bei der Parlamentswahl 2006 beerbte ihn seine bisherige Stellvertreterin Praxoula Antoniadou an der Parteispitze.